# Stygnomma fuhrmanni
Stygnomma fuhrmanni – gatunek kosarza z podrzędu Laniatores i rodziny Stygnommatidae.

## Występowanie
Gatunek został dotąd wykazany z Kostaryki, Panamy, Kolumbii oraz Wenezueli.